# Dualeuklidische Geometrie
Die dualeuklidische Geometrie (DEG) ist das duale Gegenstück zur euklidischen Geometrie (EG): Die euklidische Geometrie lässt sich aus der projektiven Geometrie entwickeln und in dieser gilt das Dualitätsprinzip. Die dualeuklidische Geometrie ergibt sich, indem man die Konstruktion, nach der sich die euklidische aus der projektiven Geometrie ergibt, Schritt für Schritt dualisiert. Unter diesem Gesichtspunkt beruhen die maßgeometrischen Eigenschaften z. B. der ebenen euklidischen Geometrie auf einer ausgezeichneten Geraden, in der eine elliptische Punktinvolution gegeben ist. Entsprechend ist kennzeichnend für die ebene dualeuklidische Geometrie, dass ihre maßgeometrischen Eigenschaften auf einem ausgezeichneten Punkt und einer elliptischen Strahleninvolution in diesem Punkt beruhen.

## Konstruktion
Im Folgenden seien die Konstruktionen für die ebene Geometrie kurz erklärt.

### Konstruktion der euklidischen aus der projektiven Geometrie
Ausgangspunkt ist die klassische projektive Geometrie (PG). Aus dieser kann man in drei Schritten die euklidische Geometrie (EG) gewinnen:
Erstens zeichnet man eine Gerade als „unendlichferne Gerade“ (u.G.) aus.  Ihre Punkte heißen „Fernpunkte“. Dann definiert man neue Begriffe, die auf die ausgezeichnete Gerade Bezug nehmen. Z.B. heißen zwei Geraden „parallel“, wenn sie einen Punkt der u.G. gemein haben. Oder: Der „Mittelpunkt“ {\displaystyle M} zweier Punkte {\displaystyle A,B} ist der vierte harmonische Punkt zu {\displaystyle A,B} und dem Fernpunkt der Verbindungsgeraden {\displaystyle AB}.
Zweitens zeichnet man auf der u.G. eine elliptische Involution aus, die Rechtwinkelinvolution, also eine fixpunktfreie projektive Abbildung auf den Fernpunkten, deren Elemente sich wechselseitig entsprechen. Dann nennt man Geraden, deren Fernpunkte sich in dieser Involution entsprechen, „orthogonal“.
Mit den Begriffen „parallel“ und „orthogonal“ kann man nun die gesamte euklidische Geometrie gewissermaßen innerhalb der projektiven Geometrie aufbauen (siehe z. B. Felix Klein). Schließlich „vergisst“ man, in einem dritten Schritt, die unendlichferne Gerade und die elliptische Involution, spricht nicht mehr von ihnen, sondern nur noch von den ursprünglich auf sie gestützten Begriffen parallel und orthogonal. So erhält man die klassische euklidische Geometrie.

### Konstruktion der dualeuklidischen Geometrie
Diesen Prozess kann man innerhalb der projektiven Geometrie dualisieren: Statt einer Geraden zeichnet man einen Punkt aus und nennt ihn z. B. „absoluten Mittelpunkt“ (a. M.). Die Geraden durch den a. M. heißen „Nahgeraden“. Dann  definiert man, dual zum Vorgehen bei der Konstruktion der EG,  neue Begriffe, die auf den ausgezeichneten Punkt  Bezug nehmen. Z.B. heißen, dual zum Begriff "parallel" in der EG,  zwei Punkte „zentriert“, wenn sie auf einer gemeinsamen Nahgeraden liegen. Oder: Die „Mittelgerade“ {\displaystyle m} zweier Geraden {\displaystyle a,b} ist die vierte harmonische Gerade zu {\displaystyle a,b} und der Nahgeraden des Schnittpunktes {\displaystyle ab}.
In dem absoluten Mittelpunkt zeichnet man eine elliptische (d. h. ohne reelle Doppelelemente) Strahleninvolution als Rechtwinkelinvolution aus und nennt Punkte, deren Verbindungsgeraden mit den a. M. (d. h. deren „Nahgeraden“) sich in dieser Involution entsprechen, „orthogonal“.
Entsprechend kann man den ganzen Prozess der Gewinnung der euklidischen aus der projektiven Geometrie dualisieren. Wenn man schließlich den a. M. und die Nahgeraden „vergisst“, d. h. nicht zur Geometrie rechnet, so erhält man eine Geometrie, die in jeder Hinsicht das genaue duale Abbild der euklidischen Geometrie darstellt, eine dualeuklidische Geometrie (DEG).

## Anmerkungen

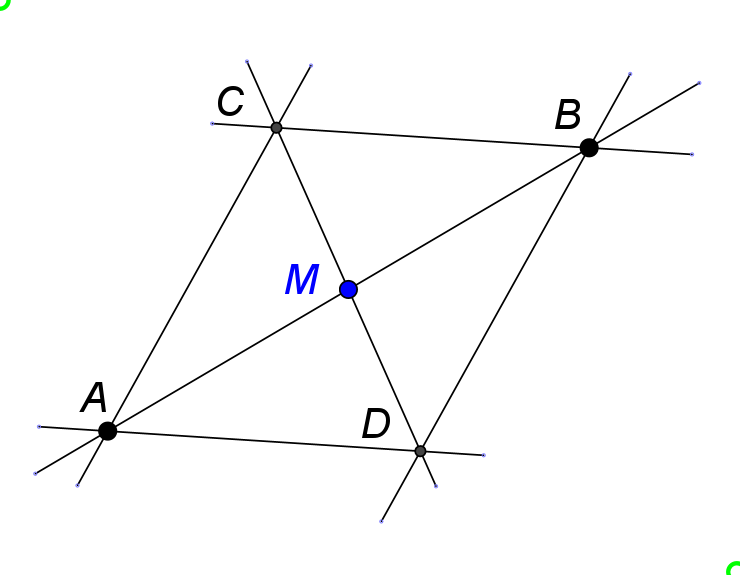
Konstruktion des Mittelpunktes zweier Punkte in der euklidischen Geometrie

## Beispiele

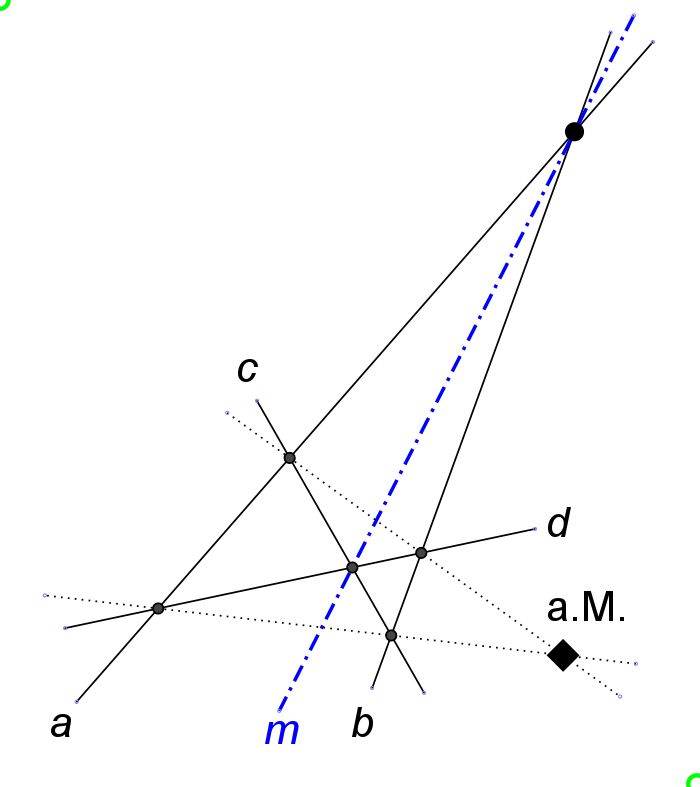
Konstruktion der Mittelgeraden zweier Geraden in der dualeuklidischen Geometrie

Dual zu den Punkten und Geraden der euklidischen Geometrie sind die Geraden und Punkte der dualeuklidischen Geometrie.  Duale Aussagen in der euklidischen und der dualeuklidischen Geometrie kann man in zwei Spalten einander gegenüberstellen. In den ebenen Geometrien beispielsweise:
| euklidisch                    | dualeuklidisch               |
| ----------------------------- | ---------------------------- |
| Zwei Geraden sind parallel.   | Zwei Punkte sind zentriert.  |
| Zwei Geraden sind orthogonal. | Zwei Punkte sind orthogonal. |

Dass zwei Punkte zentriert sind bedeutet, dass sie mit dem a. M. in einer Geraden liegen. Dass sie orthogonal sind heißt, dass ihre Nahstrahlen einander entsprechende Elemente der gewählten Rechtwinkelinvolution im a. M. sind.

### Mittelpunkt und Mittelgerade
Die folgenden Aussage links beschreibt eine Möglichkeit, in der euklidischen Geometrie den Mittelpunkt zweier Punkte zu konstruieren. Rechts die dazu duale Konstruktion der Mittelgerade zweier Geraden in der dualeuklidischen Geometrie:
| euklidisch | dualeuklidisch |
| --- | --- |
| Zieht man durch zwei Punkte {\displaystyle A,B} zwei Paare paralleler Geraden, so ergeben sich zwei neue Schnittpunkte {\displaystyle C} und {\displaystyle D}. Der Schnittpunkt {\displaystyle M} ihrer Verbindungsgerade {\displaystyle CD} mit der Verbindungsgerade {\displaystyle AB} ist der Mittelpunkt der Punkte {\displaystyle A,B}. | Markiert man auf zwei Geraden {\displaystyle a,b} zwei Paare zentrierter Punkte, so ergeben sich zwei neue Verbindungsgeraden {\displaystyle c} und {\displaystyle d}. Die Verbindungsgerade {\displaystyle m} ihres Schnittpunktes {\displaystyle cd} mit dem Schnittpunkt {\displaystyle ab} ist die Mittelgerade der Geraden {\displaystyle a,b}. |

### Schwerpunkt und Leichtgerade

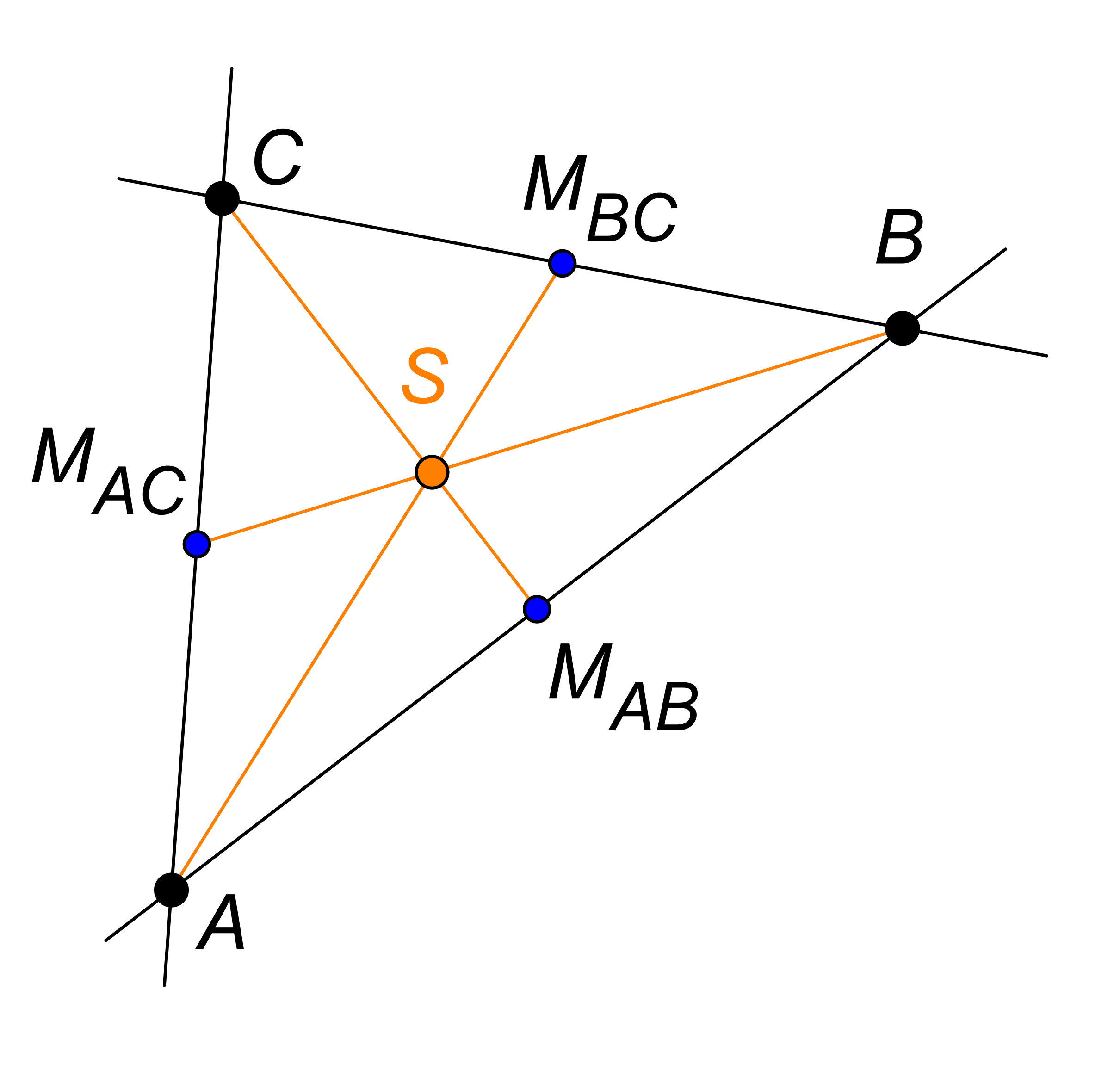
Konstruktion des Schwerpunkts eines Dreiecks in der euklidischen Geometrie

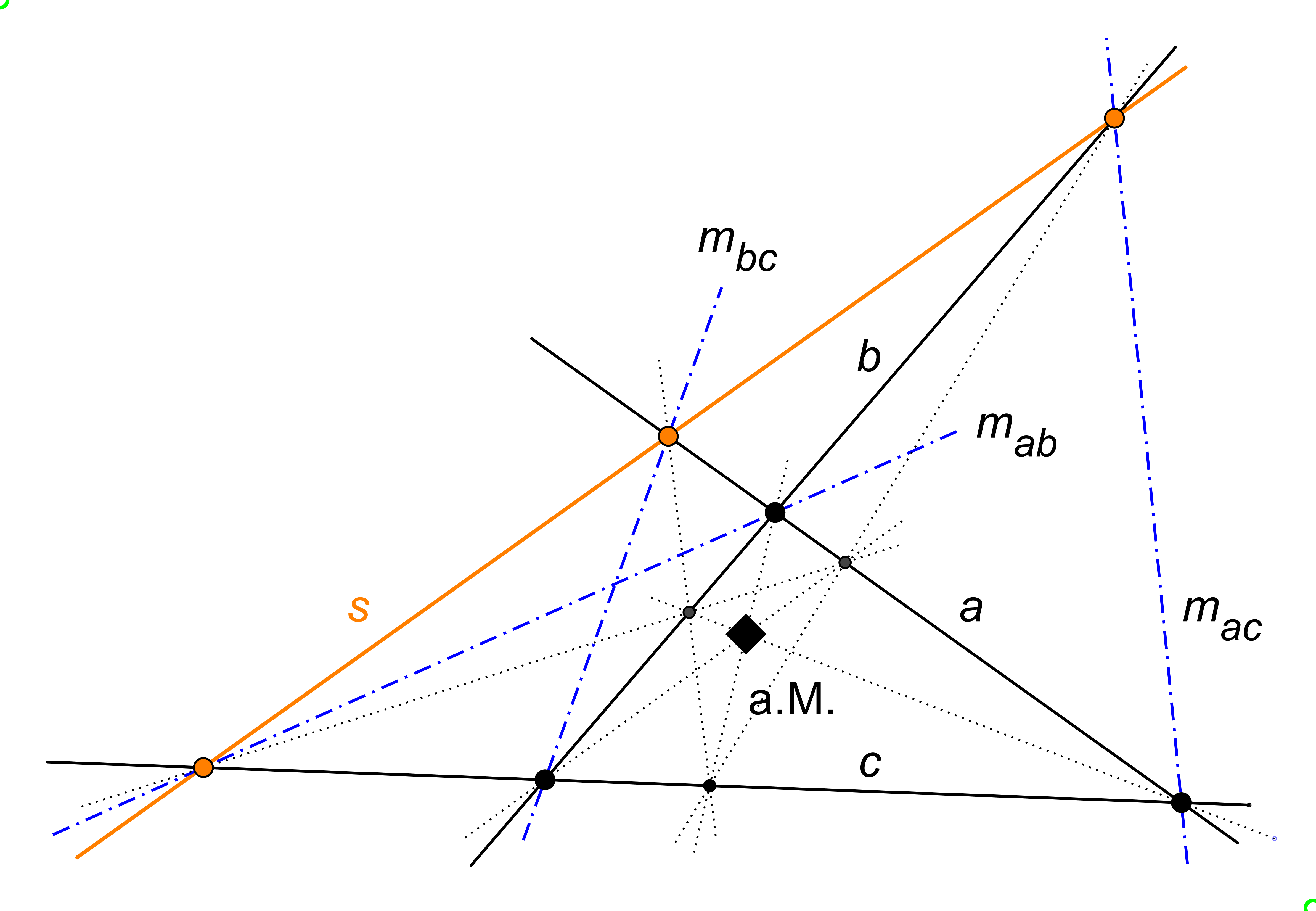
Konstruktion der Leichtgeraden eines Dreiseits in der dualeuklidischen Geometrie

Nennt man in der euklidischen Geometrie ein Gebilde bestehend aus drei Punkten (die nicht in einer Gerade liegen) mit ihren Verbindungsgeraden ein Dreieck, so spricht man  in der dualeuklidischen Geometrie von einem Dreiseit, bestehend aus drei Geraden mit ihren Schnittpunkten. Es handelt sich also beide Male gewissermaßen um das gleiche Objekt, nur anders aufgefasst.
| euklidisch | dualeuklidisch |
| --- | --- |
| Die Verbindungsgerade einer Ecke eines Dreiecks mit dem Mittelpunkt der beiden anderen Ecken heißt Schwerlinie des Dreiecks. | Der Schnittpunkt einer Seite eines Dreiseits mit der Mittelgeraden der beiden anderen Seiten heißt Leichtpunkt des Dreiecks. |
| Die drei Schwerlinien eines Dreiecks gehen durch einen gemeinsamen Punkt, den Schwerpunkt des Dreiecks.                      | Die drei Leichtpunkte eines Dreiseits liegen in einer gemeinsamen Geraden, der Leichtgeraden des Dreiseits.                  |

In den Bildern ist {\displaystyle S} der Schwerpunkt des Dreiecks {\displaystyle ABC} in der euklidischen Geometrie und {\displaystyle s} die Leichtgerade des Dreiseits {\displaystyle abc} in der dualeuklidischen Geometrie. Die Punkte {\displaystyle M_{AC},M_{BC}} und {\displaystyle M_{AB}} sind die euklidischen Mittelpunkte der Dreiecksecken, die Geraden {\displaystyle m_{ac},m_{bc}} und {\displaystyle m_{ab}} die dualeuklidischen Mittelgeraden der Dreiseitseiten. Die gelben Linien durch {\displaystyle S} in der euklidischen Abbildung Seite sind die Schwerlinien des Dreiecks, die gelben Punkte auf {\displaystyle s} in der dualeuklidischen Darstellung die Leichtpunkte des Dreiseits.

### Dualeuklidische Kreise

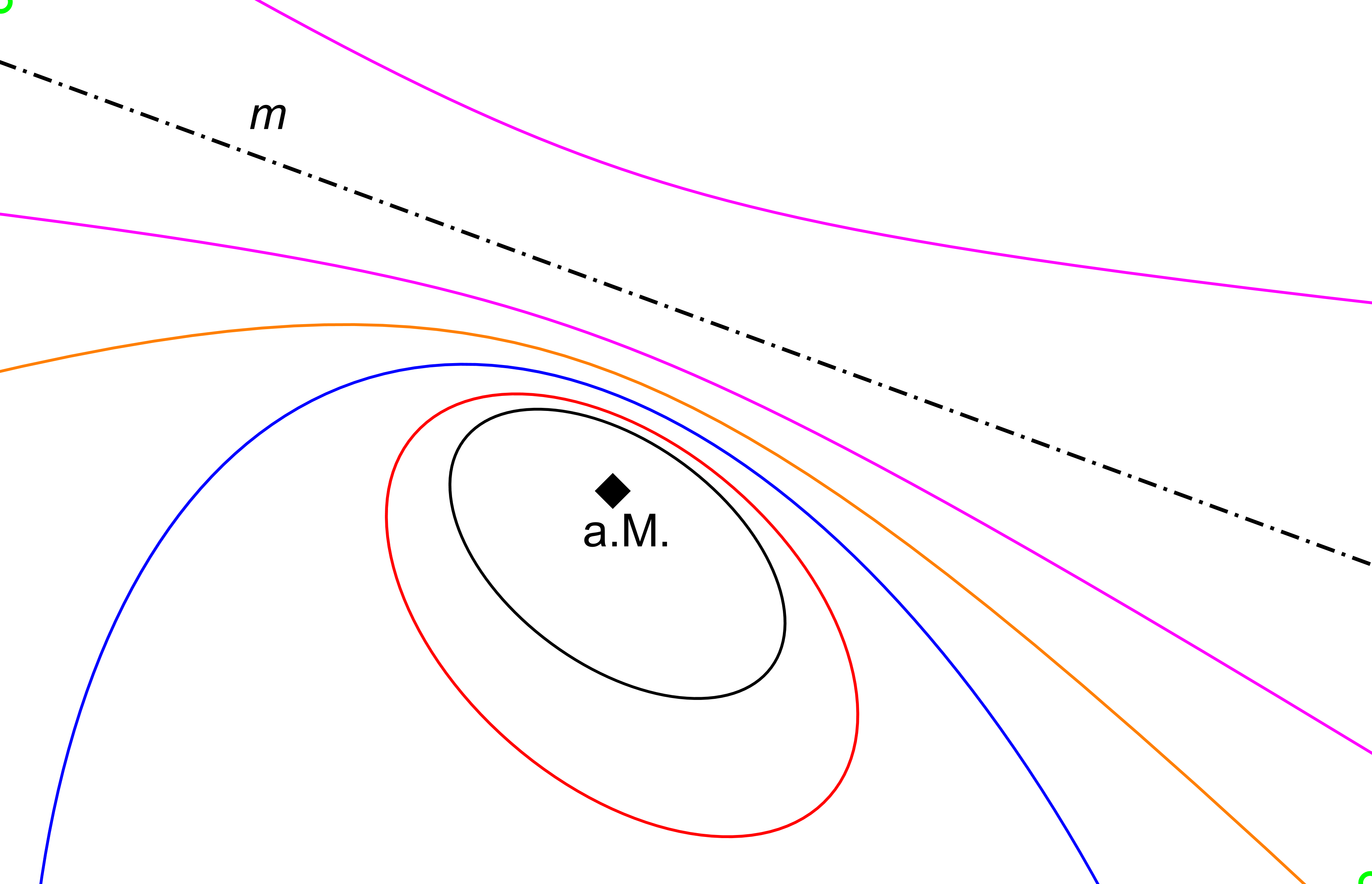
Duales Bild einer euklidischen Schar konzentrischer Kreise in der dualeuklidischen Geometrie

Dual zu einem euklidischen Kreis ist in der ebenen DEG ein Winkelkreis, bestehend aus den Tangenten (den Winkelkreisgeraden) an einen Kegelschnitt.  Die aus den Punkten gebildete Kurve eines solchen Kegelschnitts (seine Ordnungskurve), euklidisch gesprochen also eine Ellipse, Parabel oder Hyperbel, kann man nehmen, um einen Winkelkreis zu veranschaulichen. Dual zum Kreismittelpunkt {\displaystyle M} in der euklidischen Geometrie haben Winkelkreise eine Winkelkreismittelgerade {\displaystyle m}. Sie ist die Polare des a. M. in Bezug auf den Winkelkreis als Kegelschnitt. In der Abbildung sind Winkelkreise (als Ordnungskurven) dargestellt, die alle die gleiche Mittelgerade haben. Man erhält zunächst Hyperbeln, die dann über eine Parabel in Ellipsen übergehen und den a. M. immer dichter umschließen. Es handelt sich dabei um das dualeuklidische Abbild euklidisch konzentrischer Kreise um einen gemeinsamen Mittelpunkt.